# در راه عمواس
در راه عمواس (فنلاندی: Emmauksen tiellä) یک فیلم موزیکال فنلاندی به کارگردانی مارکو پلنن است که در سال ۲۰۰۱ منتشر شد. از بازیگران آن می‌توان به پتر فرانتسن، کاتارینا کایتوئه، ریستو آلتونن و تمی کرپلا اشاره کرد.